# Christine Doerner
Christine Doerner (Ciutat de Luxemburg, 18 de juliol de 1952) és una política, advocada i notària luxemburguesa. Ha estat membre de la Cambra de Diputats des de les eleccions de 2004, i també s'ha sigut regidora de l'Ajuntament de Bettembourg des de l'any 2000. És membre del Partit Popular Social Cristià des de 1974.